# Cyphoma mcgintyi
Cyphoma mcgintyi là một loài ốc biển, là động vật thân mềm chân bụng sống ở biển trong họ Ovulidae.

## Miêu tả
Chiều dài tối đa của vỏ ốc được ghi nhận là 39.5 mm.

## Môi trường sống
Độ sâu tối thiểu được ghi nhận là 0.8 m. Độ sâu tối đa được ghi nhận là 90 m.